# كريستيان الثاني (ناخب ساكسونيا)
كريستيان الثاني (بالألمانية: Christian II)‏ (23 سبتمبر 1583 - 23 يونيو 1611)؛ أصبح ناخب ساكسونيا منذ 1691 حتى وفاته.
ولد في درسدن هو أبن البكر لـ كريستيان الأول، ناخب ساكسونيا وصوفي من براندنبورغ أبنة يوهان غيورغ، ناخب براندنبورغ.
بعد وفاته والده في 1591 أصبح ناخب ساكسونيا ولكنه كان دون السن القانونية بحيث في الثامنة من العمر بذلك أصبح أبن عمه الإرنستي فريدريش فيلهلم الأول، دوق ساكس-فايمار بمثابة الوصي عليه حتى عام 1601 وبعد ذلك أصبح كريستيان يحكم بنفسه.
في سياق الأحداث التي أدت في نهاية المطاف إلى نشوء حرب الثلاثين عاما، أن رفضه انضمام إلى أتحاد أوهاوزن أدى إلى تعميق الانقسام بين ولايات الألمانية البروتستانتية.
في درسدن تزوج من هيدويغ أبنة فريدريك الثاني ملك الدنمارك؛ لم تنجب له أبناء، توفي كريستيان في 1611 وخلفه شقيقه الثاني يوهان غيورغ الأول.